# 努諾·塔瓦雷斯
努諾·塔瓦雷斯（葡萄牙語：Nuno Albertino Varela Tavares，2000年1月26日—），是佛德角裔葡萄牙職業足球員，現效力於意大利足球甲级联赛球隊拉素。司職左閘。他也代表葡萄牙國家足球隊出賽。

## 球會生涯

### 賓菲加
2018年10月27日，塔瓦雷斯在對陣高維拿體育會的比賽中，首次為賓菲加B隊上陣。他打滿全場，最終球隊以3比2勝出。
2019年8月4日，塔瓦雷斯在2019年葡萄牙超級盃對陣士砵亭的比賽中，首次為一線隊上陣，球隊最終以5比0勝出，奪得冠軍。一星期後，他於對陣費利拿時，首次於葡萄牙足球超级联赛上陣，貢獻一入球兩助攻，球隊最終以5比0大勝。

### 阿仙奴
2021年7月10日，塔瓦雷斯以约800万英镑的交易签约阿仙奴，并签订了一份长期合同。 他在8月13日的英超比赛中首次亮相，作为卡勒姆·钱伯斯的替补晚段登场，在2-0输给布伦特福德的比赛中出场。 在基兰·蒂尔尼受伤后，他成功争取到了首发位置，最初的表现良好并赢得了教练米克尔·阿尔特塔的赞扬，他特别喜欢塔瓦雷斯的进攻品质；然而，他也苦于思乡病，而他的防守弱点、位置错误和注意力不集中导致他在比赛的中场休息期间经常被替换，尤其是在他的一个失误传球让迪奥戈·若塔在4-0输给利物浦的比赛中得分的情况下。
塔瓦雷斯在2022年4月23日的比赛中打入个人首球，这是一记冷静的轻松推射，此前大卫·德赫亚扑出了布卡约·萨卡的弧线球，这个进球发生在最终3-1主场击败曼联的比赛的第三分钟。

#### 租借到马赛
2022年7月30日，塔瓦雷斯转租至法甲球队马赛，租借期为整个赛季； 他希望在租借结束后有可能永久转会，但艾尔塔塔拒绝了这个提议。 他在首场比赛中就取得进球，帮助球队以4-1主场战胜兰斯。 在接下来的比赛日，他在1-1战平布雷斯特的比赛中再次进球。
在教练伊格尔·图多尔的领导下，塔瓦雷斯的表现有所提升，他的进攻风格在后者的体系中得到了很好的利用。然而，在2023年1月2日，他在对阵蒙彼利埃的比赛中，在下半场开场后不久打入一球，最后几分钟他因在禁区内故意踢Arnaud Souquet而被罚下场，导致球队以2-1失利，他因此被处以罚下场和三场禁赛。

## 国际生涯
塔瓦雷斯在2019年9月10日首次代表葡萄牙 U21队出场，对阵白俄罗斯，在2021年欧洲U-21足球锦标赛 预选赛中取得2-0的胜利。 2021年10月7日，在对阵列支敦士登的下一届比赛中，他在维泽拉的比赛中以11-0大胜的比赛中打入第一球。
塔瓦雷斯被列入了2022年世界杯在卡塔尔的预选名单中，但并未入选最终名单。

## 媒体
塔瓦雷斯参与了亚马逊原创体育纪录剧集 全力以赴：阿仙奴，这部剧集记录了俱乐部在2021–22赛季中的表现，花时间与教练团队和球员在场内外的幕后生活进行了深度的观察。

## 榮譽
賓菲加
- 葡萄牙超級盃冠軍：2019年（英语：2019 Supertaça Cândido de Oliveira）[2]

## 外部連結
- 努諾·塔瓦雷斯於ForaDeJogo的個人資料
- Soccerway資料庫：努諾·塔瓦雷斯